# ノクターナス
ノクターナス (Nocturnus)は、アメリカ合衆国・タンパ出身のテクニカルデスメタル、プログレッシヴデスメタルバンド。デスメタル黎明期に、デスやモービッド・エンジェルと活動を共にした。テクニカルデスメタルをベースに、キーボードを導入し、未来的な音を織り込んだ先進的な楽曲を発表していた。このため、一部ではテクノ・デスメタルとも呼ばれていた。
バンド名「Nocturnus」は、創設者のマイク・ブラウニングがスレイヤーの楽曲「At Dawn They Sleep」（『Hell Awaits』収録）の歌詞中で使われていた単語「Nocturnal」のラテン語形から決定した。また、マイク・ブラウニングによれば、この「Nocturnus」には、神秘的な意味合いも含まれており、バンド名にする一因になったと語っている。

## 略歴
1987年に、アメリカ合衆国フロリダ州のタンパで、元モービッド・エンジェルのマイク・ブラウニング (Ds、Vo)によって、マイク・ブラウニングのアイデアを反映するために立ち上げられた。立ち上げられてから少しして、エージェント・スティールを脱退したばかりのリチャード・ベイトマン (B)が加入。リチャード・ベイトマンの加入と同時期に、既に作曲を開始している。これから少しして、インキュバスというバンドでマイク・ブラウニングと同僚だったジーノ・マリノ (G)が加入。更に、マイク・ブラウニングの旧友、ヴィンセント・クロウリー (G)が加入し、体制が整う。同年に、1stデモテープ『Nocturnus』をリリース。しかし、この布陣は長続きせず、ヴィンセント・クロウリーが、自身のバンドAcheronを結成し同年中に脱退。それから間をおかずにリチャード・ベイトマンも脱退しNasty Savageに加入した。この脱退を受けて、マイク・デイヴィス (G)とマイク・デイヴィスの友人であるジェフ・エステス (B)が加入した。その後、新たにキーボーディストのルイス・パンツァー (Key)が加入し、2ndデモ『The Science of Horror』をリリース。リリース後、ジーノ・マリノも脱退しショーン・マクネナリー (G)が加入。
このデモをきっかけに、イギリスのインディペンデント・レーベル「イヤーエイク・レコード」と契約。1990年に1stアルバム『The Key』をリリース。リリース後には、ナパーム・デスやゴッドフレッシュらと北米ツアーを敢行している。1stアルバムリリース後、ジェフ・エステスが脱退した。この際には、セッションメンバーとして、ジム・オサリヴァンやクリス・アンダーソンというベーシストが起用された。また、マイク・ブラウニングがドラムスに専念することになり、専任ボーカリストとしてダン・アイゾ (Vo)が加入。1992年に2ndアルバム『Thresholds』をリリース。レコーディング時には、正式ベーシストがおらずクリス・アンダーソンがセッションで参加した。その後、オーディションを経て、エモ・モエリー (B)が加入している。また、日本でもトイズファクトリーから1stアルバムと2ndアルバムが同時に日本盤がリリースされた。それぞれ『鍵～THE KEY』、『冥府の門』という邦題がついていた。しかし、2ndアルバムリリースから間もなく、中心メンバーだったマイク・ブラウニングが脱退し、ジェームス・マルチネク (Ds)が加入。1993年に、モリバンド・レコードから1stEP『Nocturnus』をリリースした。しかし、同年中にバンドは解散した。
2000年になって再結成。再結成時のメンバーは、エモ・モウリー (Vo、B)、マイク・デイヴィス (G)、ショーン・マクネナリー (G)、ルイス・パンツァー (Key)、リック・ビザロ (Ds)の5名。ダン・アイゾとジェームス・マルチネクは参加せず、ドラマーには、リック・ビザロが加入、ボーカリストはエモ・モウリーが兼任することとなった。フランスのインディペンデント・レーベル「シーズン・オブ・ミスト」と契約。3rdアルバム『Ethereal Tomb』をリリースした。2002年に、リック・ビザロが脱退し、クリス・ビエニエク (Ds)が加入するが、2003年に再び解散した。解散後の2004年に、デモ音源を集めたコンピレーションアルバム『The Nocturnus Demos』がリリースされている。

## メンバー

### 解散時のメンバー
- エモ・モウリー (Emo Mowery) - ボーカル、ベース (1992 - 1993, 2000 - 2003)

1992年から1993年の間は、ベースとバッキングボーカルを担当していた。
- マイク・デイヴィス (Mike Davis) - ギター (1988 - 1993, 2000 - 2003)
- ショーン・マクネナリー (Sean McNenney) - ギター (1989 - 1993, 2000 - 2003)
- ルイス・パンツァー (Louis Panzer) - キーボード (1988 - 1993, 2000 - 2003)
- クリス・ビエニエク (Chris Bieniek) - ドラムス (2003)

### 旧メンバー
- ダン・アイゾ (Dan Izzo) - ボーカル (1992 - 1993)
- ジーノ・マリノ (Gino Marino) - ギター (1987 - 1988)

一時期、マイク・ブラウニングが中心メンバーのアフター・デスでも活動していた。
- ヴィンセント・クロウリー (Vincent Crowley) - ギター (1987)
- リチャード・ベイトマン (Richard Bateman) - ベース (1987)

一時期、マイク・ブラウニングが中心メンバーのアフター・デスでも活動していた。
- ジェフ・エステス (Jeff Estes) - ベース (1988 - 1991)
- マイク・ブラウニング (Mike Browning) - ドラムス (1987 - 1992)

結成時からダン・アイゾ加入までは、ボーカルを兼任していた。
モービッド・エンジェルでも活動。脱退後は、アフター・デスなどのバンドで活動している。
- ジェームス・マルチネク (James Marcinek) - ドラムス (1992 - 1993)
- リック・ビザロ (Rick Bizarro) - ドラムス (2000 - 2002)

### セッションメンバー
- ジム・オサリヴァン (Jim O'Sullivan) - ベース (1991)
- クリス・アンダーソン (Chris Anderson) - ベース (1991)

2ndアルバム『Thresholds』に参加。

## ディスコグラフィー
アルバム
- 鍵～THE KEY The Key (1990)
- 冥府への門 Thresholds (1992)
- Ethereal Tomb (2000)

コンピレーション・EP
- Nocturnus (EP, 1993)
- The Nocturnus Demos (Compilation, 2004)

デモ
- Nocturnus (1987)
- The Science of Horror (1988)